# Ramon Mascort Amigó
Ramon Mascort Amigó és un advocat, empresari, col·leccionista i fundador i president de la Fundació Mascort, i mecenes en iniciatives de conservació del medi ambient.
Va néixer a Barcelona, Espanya, l'any 1930 en el si d'una família de profundes arrels torroellenques. Des de finals del segle xviii els Mascort ja vivien a Torroella de Montgrí, quan Agustí Mascort Plana s'hi va instal·lar com a farmacèutic provinent de Palafrugell. Ha estat un gran impulsor en la creació d'empreses turístiques com el Càmping Castell Montgrí i el complex Swift-Jocs a l'Estartit, el Camping Castell Mar a Castelló d'Empúries i altres empreses com Lynx Edicions, una editorial impulsada juntament amb el naturalista Jordi Sargatal i el metge Josep del Hoyo, l'any 1989, amb el propòsit de desenvolupar i publicar l'obra Handbook of the Birds of the World per classificar més de 10.000 ocells que existeixen al món, amb 17 volums, i que constitueix un referent mundial per a l'ornitologia. Actualment s'està editant l'obra. Handbook of the Mammals of the World.
El seu pare, Ramon Mascort Galibern, i el seu oncle, el pintor José María Mascort Galibern, el van introduir en el món de l'art i el col·leccionisme. Per aquest motiu, l'any 2007, Ramon Mascort Amigó va crear la Fundació Mascort, una entitat privada sense ànim de lucre que treballa entorn a tres pilars: el coneixement i estudi de la història, la comprensió i gaudi de l'art i la defensa i protecció de la natura. Amb aquestes finalitats, la Fundació Mascort organitza exposicions, conferències i edita els catàlegs i estudis historicoartístics tant de les exposicions de la col·lecció Mascort com d'altres temes històrics.
El 24 d'agost del 2014, Ramon Mascort va rebre la Medalla del Montgrí, i el febrer de 2016 va ser nomenat acadèmic d'honor de la Reial Acadèmia Catalana de Belles Arts de Sant Jordi, així com també li van atorgar la Medalla d'or del Gremi d'antiquaris de Catalunya. També va recollir el Premi Fundació Valvi atorgat al Grup Mascort, en reconeixement de la seva trajectòria al camp de la preservació del patrimoni mediambiental i paisatgístic en el marc de les Comarques Gironines.

## Premis i reconeixements
- Medalla del Montgrí a Ramon Mascort Amigó: Torroella de Montgrí, agost de 2014.
- Premi Fundació Valvi al Grup Mascort com a reconeixement a la seva trajectòria al camp de la preservació del patrimoni mediambiental i paisatgístic en el marc de les Comarques Gironines: Girona, juny de 2015.
- Premi acadèmic d'honor de la Reial Acadèmia Catalana de Belles Arts de Sant Jordi a Ramon Mascort Amigó: Barcelona, febrer de 2016.
- Medalla d'or del Gremi d'antiquaris de Catalunya a Ramon Mascort Amigó, en reconeixement de la seva tasca durant tants anys en favor del coneixement, conservació, valoració i divulgació del patrimoni artístic i, en especial, de les arts decoratives: Barcelona, febrer de 2016.